# Turismul în Lituania

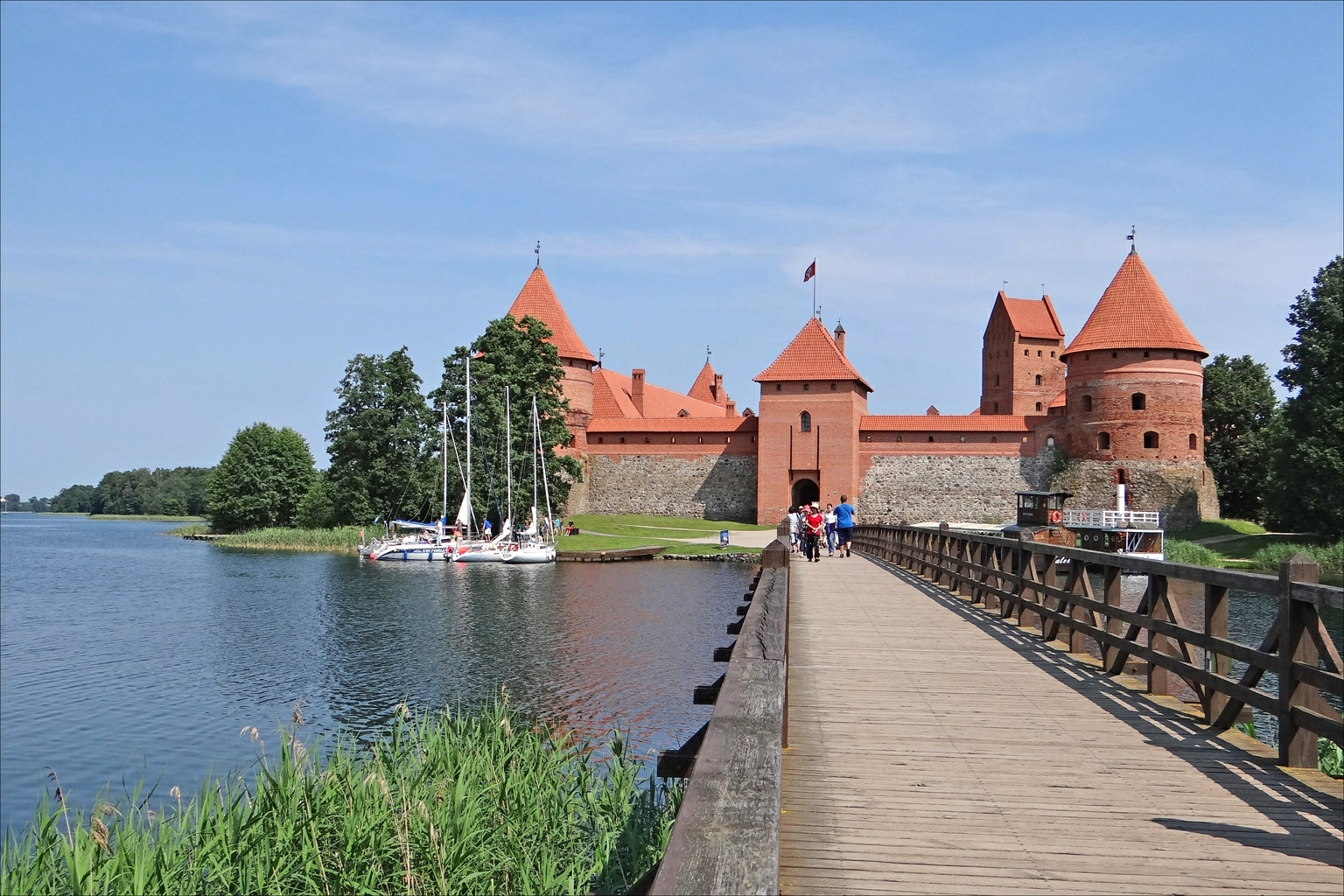
Trakai

Lituania atrage mulți turiști din țările vecine, dar și din țări aflate peste tot în lume.
Institutul de statistică a Lituaniei elaborează rapoarte naționale de turism. Ele se bazează pe anchete statistice, vizite la centrele de informare turistică, statistici elaborate de Ministerul Economiei, precum și date agregate din balanța de plăți a Băncii Lituaniei.

## Statistici
Lituania experimentează o creștere constantă a numărului de turiști străini. În prima jumătate a anului 2006, numărul de turiști (cu excepția celor din statele membre ale Uniunii Europene și din statele membre ale AELS) a crescut cu 11,1% față de 2005 și a ajuns la 985.700. Lituania îi atrage în special pe turiștii străini din Rusia, Germania, Polonia, Letonia, Belarus, Marea Britanie, Estonia și Finlanda. Stațiunile Druskininkai și Birštonas au avut în 2005 creșteri de aproximativ 50% ale numărului de turiști, comparativ cu anul 2004, în timp ce creșterea sosirilor la Neringa și Palanga a fost în medie de 22%. Majoritatea turiștilor cazați în hoteluri și case de cazare provin din Germania, Polonia, Letonia, Marea Britanie, Rusia și Finlanda. 
Din ianuarie până în septembrie 2006, hotelurile din Lituania au înregistrat o creștere a numărului de ocupanți de 13,7% față de anul 2005, dintre care 51% au fost turiști străini (aproximativ 620.000). Numărul de turiști străinia crescut cu 25,7%  la Druskininkai și cu 27,5% la Palanga. Aproape jumătate din turiștii străini s-au cazat în capitala Vilnius, care a cunoscut o creștere de 10,6% a numărului de vizitatori. Numărul străinilor care au sosit la sanatoriile din Birštonas s-a dublat față de 2005.
În 2013, 2,2 milioane de turiști, dintre care 1,2 milioane proveneau din alte țări, au locuit în diferite unități de cazare din Lituania. Aceasta a reprezentat o creștere de 10,5% față de 2012.

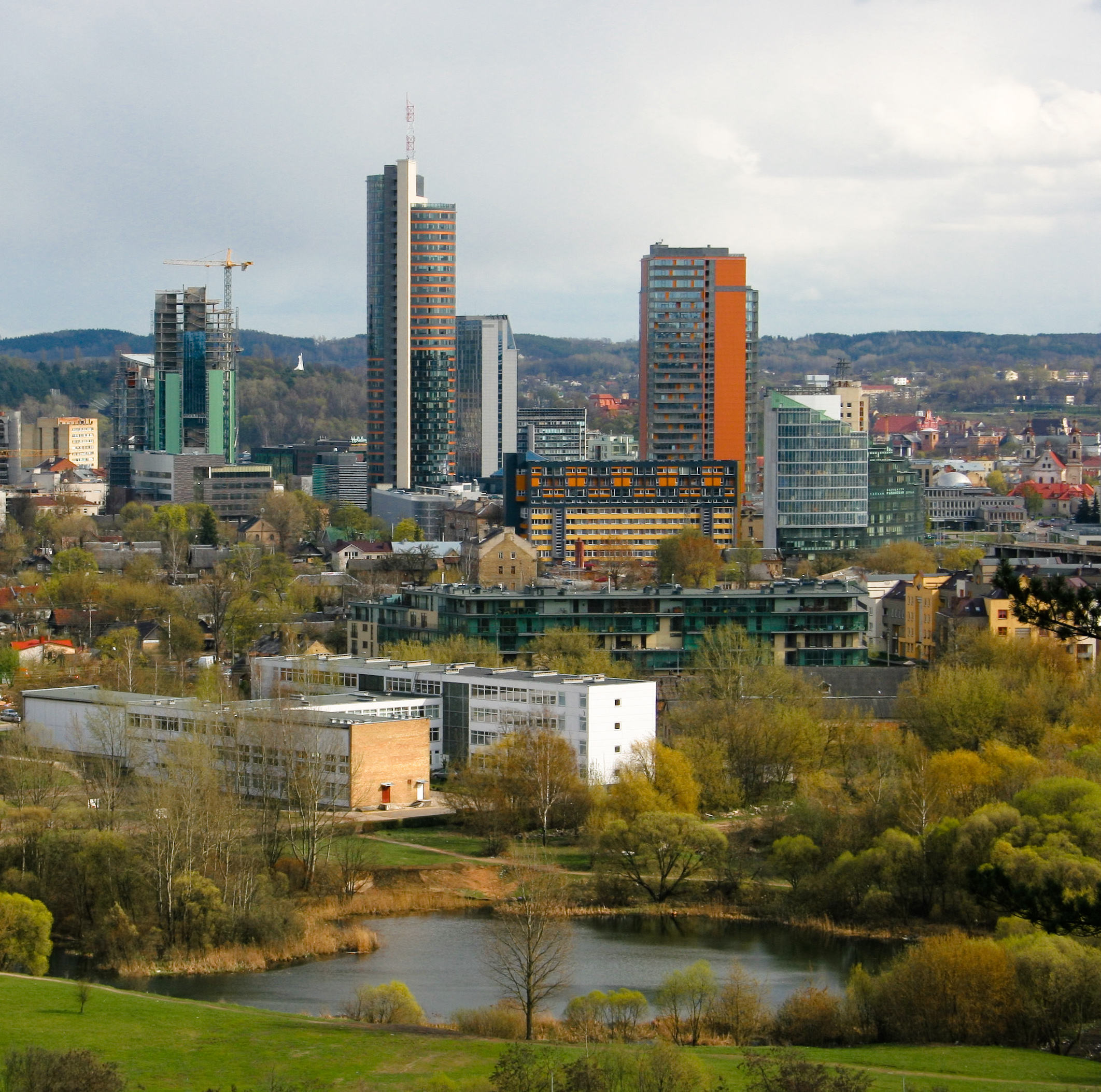
Noul centru al orașului Vilnius

Agroturismul a dobândit, de asemenea, o mare popularitate în țară atât în rândul localnicilor, cât și în rândul turiștilor străini.

## Orașe principale
- Vilnius - capitala Lituaniei
- Kaunas - capitala interbelică temporară a Lituaniei cu o arhitectură funcțională proeminentă
- Klaipėda - port maritim cu un oraș vechi atractiv și cu o moștenire culturală germană
- Panevėžys - capitala regiunii Aukštaitija
- Šiauliai -  celebru prin Dealul Crucilor aflat în apropiere
- Kėdainiai - oraș în centrul Lituaniei, cu importante monumente de arhitectură renascentistă

## Parcuri naționale

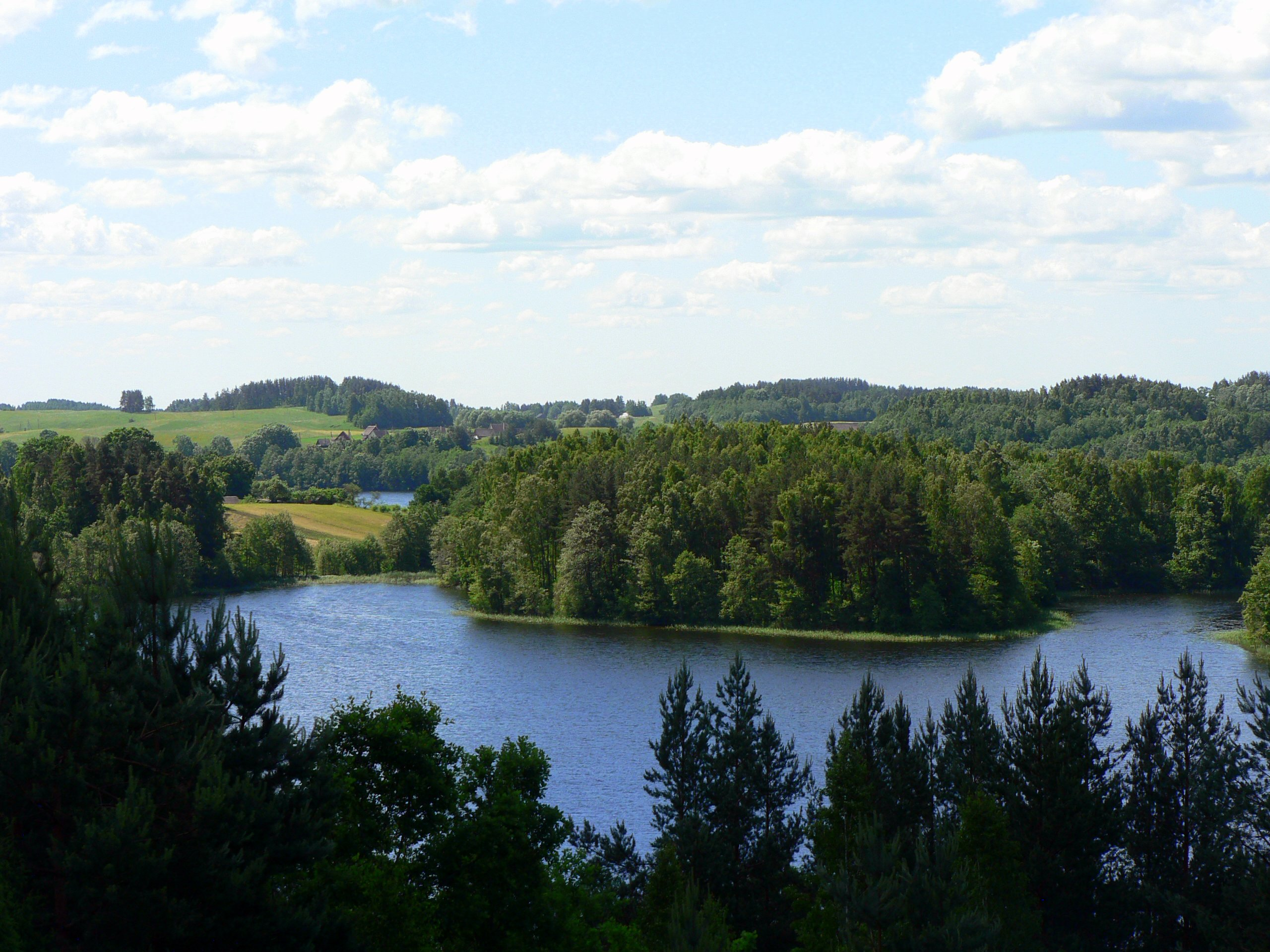
Vedere de pe Dealul Ladakalnis

- Parcul Național Aukštaitija
- Parcul Național Žemaitija
- Parcul Național Kuršių Nerija
- Parcul Național Dzūkija
- Parcul Istoric Național Trakai

## Locuri din patrimoniul UNESCO
- Kernavė - un complex de castre istorice și un sit arheologic, supranumit „Troia Lituaniană”
- Istmul Curlanda
- Orașul Vechi din Vilnius - vechea capitală a Marelui Ducat al Lituaniei, este printre cele mai mari din Europa de Est

## Stațiuni

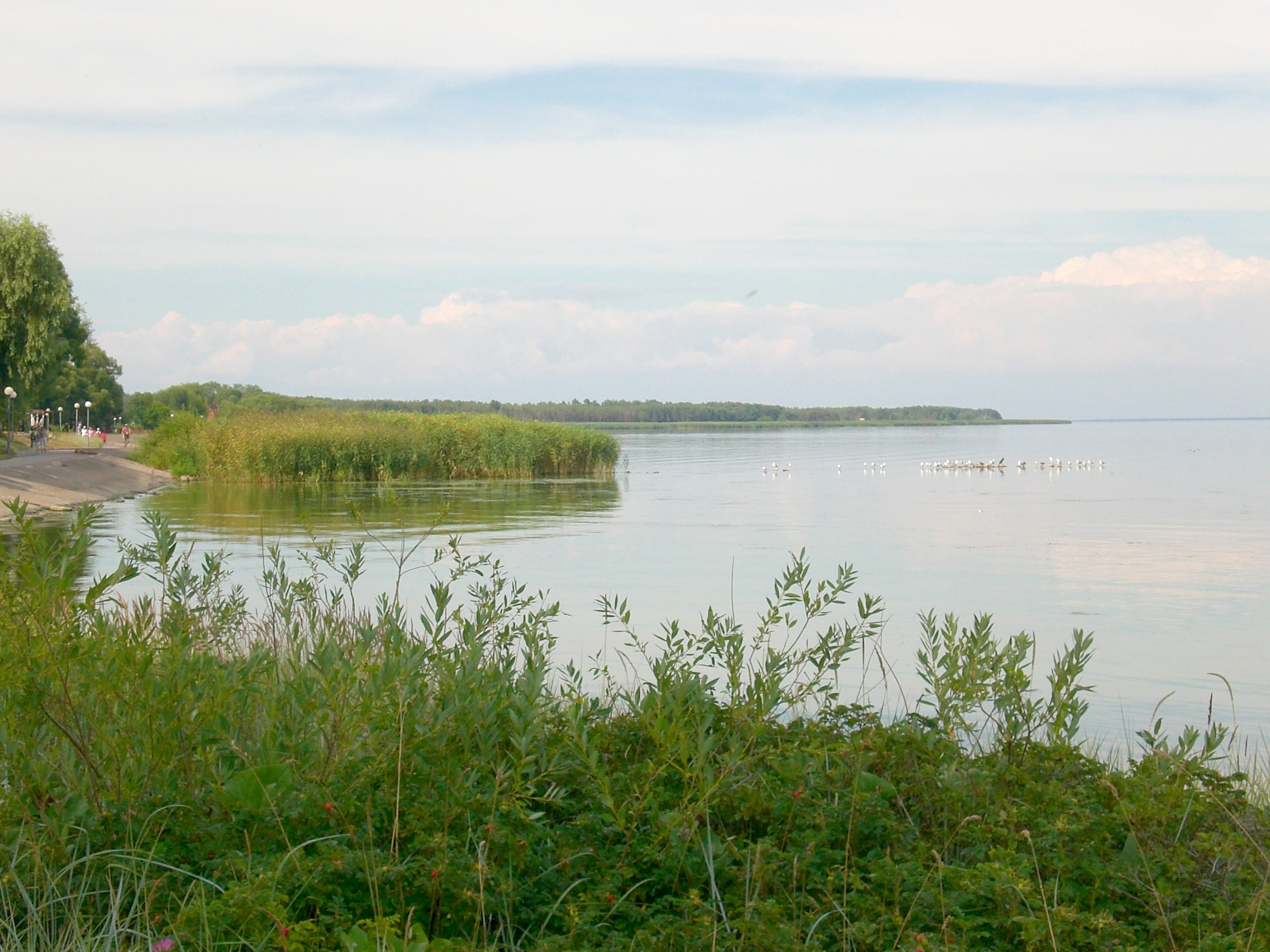
Laguna Curoniană din Nida

### Stațiuni maritime
- Palanga - capitala de vară a Lituaniei cu plaje nisipoase
- Nida - un sit de patrimoniu mondial, cu o natură unică în țară
- Juodkrantė - o fostă stațiune de lux germană

### Orașe balneare
- Birštonas
- Druskininkai - oraș balnear dezvoltat cu cel mai mare parc acvatic din Europa de Est.

## Locuri de pelerinaj

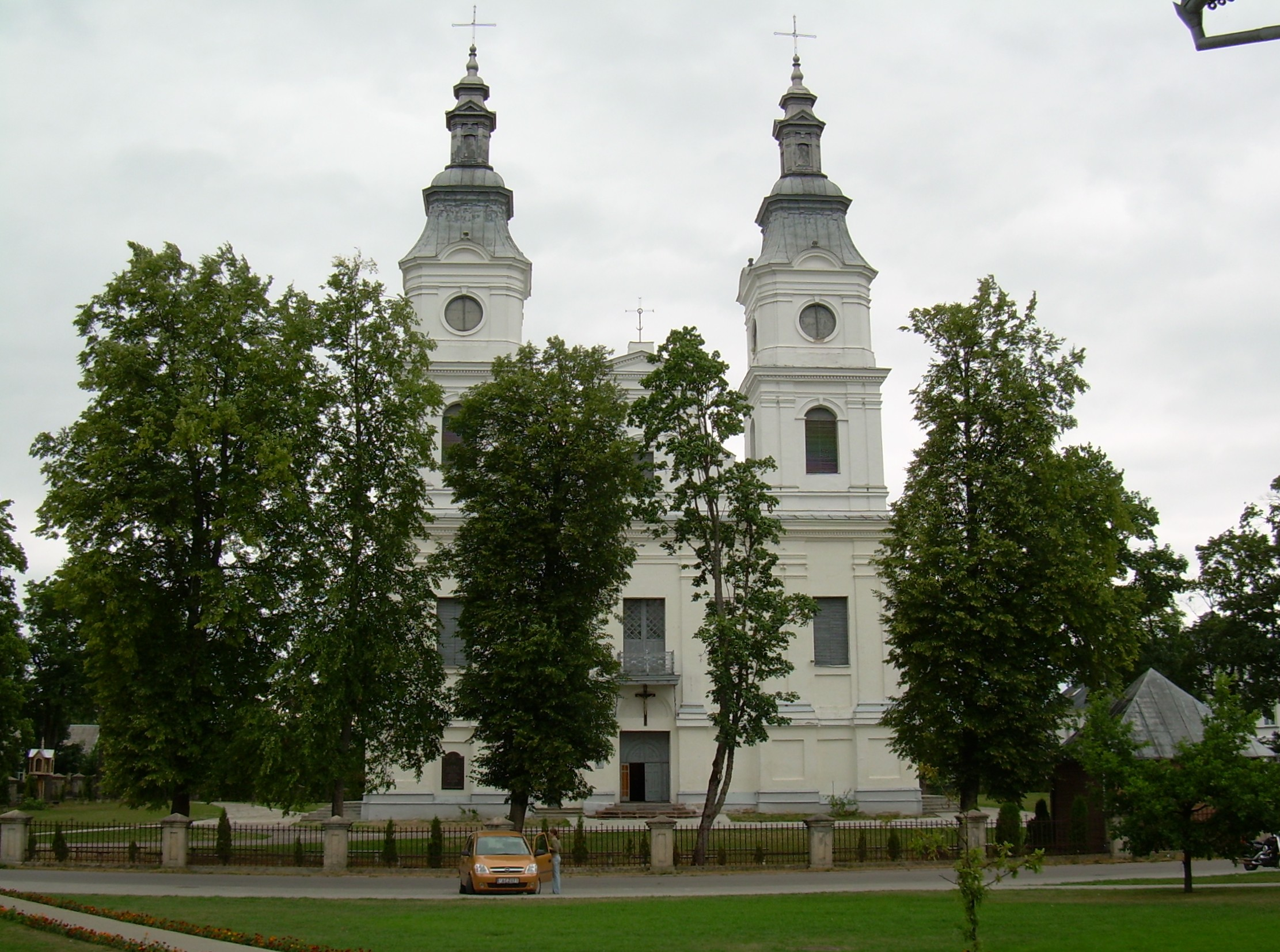
Biserica din Žemaičių Kalvarija.

Lituania este un loc perfect pentru oamenii care sunt în căutarea unor energii spirituale sau care doresc să-și obțină liniștea interioară. Ea are multe locuri sfinte, mai ales în Samogiția, care merită să fie vizitate.
- Locuri de pelerinaj importante:
  - Poarta Zorilor (Vilnius);
  - Dealul Crucilor (Samogitia);
  - Žemaičių Kalvarija (Samogitia);
  - Šiluva.

## Vizitarea patrimoniului militar
Din cauza fostei ocupației sovietice a Lituaniei, țara conține numeroase spații militare abandonate și poate fi loc foarte interesant de vizitat de către cei care sunt interesați de istoria războiului sau de Războiul Rece.
- Locuri importante de patrimoniu militar din Lituania:
  - Cetatea Kaunas, un sistem masiv de forturi construite în jurul orașului Kaunas în timpul ocupării țării de către Imperiul Rus în secolul al XIX-lea;
  - Fostul poligon de lansare a rachetelor nucleare sovietice din apropierea orașului Žemaičių Kalvarija din Samogiția.[2]

## Zone de pescuit
- Rusnė

## Topul turismului
Lituania a obținut locul 2 în clasamentul global al turismului "The Tourism Rank" în 2017. 